# Angela Buxton
Angela Buxton, född 16 augusti 1934 i Liverpool, England, död 15 augusti 2020, var en brittisk högerhänt tennisspelare.

## Tenniskarriären
Angela Buxton var en talangfull juniorspelare i mitten av 1940-talet och, under ledning av sin tränare Bob Mulligan, vann hon flera singeltilar i North Wales. Hon hade sedan en mycket kort seniorkarriär som elitspelare i tennis. Säsongen 1954 tillbringade hon i London och Los Angeles och utvecklades till en målmedveten och utpräglad taktisk spelare. Redan 1955 nådde hon kvartsfinalen i Wimbledonmästerskapen och nionde plats i världsrankingen för amatörspelare.
Buxtons genombrott kom säsongen 1956 då hon först nådde semifinalen i Franska mästerskapen och senare på sommaren också singelfinalen i Wimbledon. Den finalen förlorade hon mot Shirley Fry (3-6, 1-6). Tillsammans med amerikanskan Althea Gibson vann hon samma säsong först dubbeltiteln i Franska mästerskapen (finalseger över Darlene Hard/Dorothy Knode med 6-8, 8-6, 6-1) och därefter i Wimbledon (finalseger över Fay Muller/Daphne Seeney med 6-1, 8-6). Hon vann också singeltitlarna i engelska inomhusmästerskapen och i London Grass Court Championships. Tillsammans med Darlene Hard blev hon dubbelmästare i engelska hard court-mästerskapen. Vid årets slut rankades hon som världsfemma. 
På grund av en inflammatorisk handskada (tenosynovit) tvingades Buxton efter den lyckosamma genombrottssäsongen, endast 22 år gammal, upphöra med tävlingstennis.  
Buxton spelade för det brittiska Wightman Cup-laget 1954, 1955 och 1956.

## Spelaren och personen
Angela Buxton har själv uttryckt att hon som judisk spelare mötte stora svårigheter att accepteras inom tennisvärlden. Som junior vägrades hon medlemskap i en tennisklubb i Cumberland på grund av sin etniska tillhörighet. Under en resa i USA 1952, som hon företog tillsammans med sin mor för att utveckla sin tennis, förvägrades hon att spela på the Los Angeles Tennis Club. I stället tvingades hon spela på allmänna banor på olika ställen i staden. Detta medförde dock att hon fick tillfälle att under nära ett halvår instrueras av tennislegenden Bill Tilden. Denne var vid den tiden, åren före sin död, själv "utfryst" från de flesta amerikanska klubbarna på grund av att han två gånger dömts till kortare fängelsestraff för otukt med minderåriga pojkar.         
Buxton var nära vän med den afro-amerikanska tennisspelaren Althea Gibson, en vänskap som fortsatte till Gibsons död 2003. 
Buxton är en av grundarna till the Israel Tennis Centres. Hon har också givit ut tennisböcker som "Tackle Tennis This Way", "Starting Tennis", och "Winning Tennis and Doubles Tactics."
Angela Buxton upptogs 1981 i International Jewish Sports Hall of Fame.

## Grand Slam-titlar
- Franska mästerskapen
  - Dubbel - 1956
- Wimbledonmästerskapen
  - Dubbel - 1956